# Festival de Cinema de Changchun
 El Changchun Film Festival (xinès simplificat: 中国长春电影节, pinyin: Zhōngguó Chǎngchūn Diànyǐngjié, literalment 'Festival de cinema xinés de Changchun' és un festival de cinema internacional de periodicitat biennal celebrat en la ciutat xinesa de Changchun. De caràcter internacional, el premi per a la millor pel·lícula és el Cérvol Daurat, que històricament s'ha vingut atorgant a pel·lícules de l'àmbit sinoparlant. La primera edició fou el 1992, i es gesta en vinculació amb l'Estudi de cinema de Changchun. Està finançant parcialment pel Ministeri de Ràdio, Cinema i Televisió, el govern provincial de Jilin, i el govern municipal.
És dels festivals de cinema en actiu més antics del país, així com un dels tres més importants.

## Cérvol daurat (millor pel·lícula)
| Any  | Guanyador                      | Director                                                             | Lloc      |
| ---- | ------------------------------ | -------------------------------------------------------------------- | --------- |
| 1992 | The Story of Qiu Ju            | Zhang Yimou                                                          | Xina      |
| 1994 | Chongqing Negotiations         | Li Qiankuan Xiao Guiyun                                              | Xina      |
| 1996 | Good Men, Good Women           | Hou Hsiao-hsien                                                      | Taiwan    |
| 1998 | Genghis Khan                   | Fu Sai Mai Lisi                                                      | Hong Kong |
| 2000 | Roaring Across the Horizon     | Chen Guoxing                                                         | Xina      |
| 2002 | Heavenly Grassland             | Fu Sai Mai Lisi                                                      | Xina      |
| 2006 | On the Mountain of Tai Hang    | Chen Jian Shen Dong Wei Lian                                         | Xina      |
| 2010 | The Founding of a Republic     | Han Sanping Huang Jianxin Chen Kaige                                 | Xina      |
| 2012 | 1911                           | Jackie Chan Zhang Li                                                 | Xina      |
| 2014 | American Dreams in China       | Peter Chan                                                           | Xina      |
| 2016 | Xuanzang                       | Huo Jianqi                                                           | Xina      |
| 2018 | Operation Red Sea              | Dante Lam                                                            | Xina      |
| 2018 | Dying to Survive               | Wen Muye                                                             | Xina      |
| 2020 | My People, My Country          | Chen Kaige Zhang Yibai Guan Hu Xue Xiaolu Xu Zheng Ning Hao Wen Muye | Xina      |
| 2021 | The Battle at Lake Changjin    | Chen Kaige Tsui Hark Dante Lam                                       | Xina      |
| 2022 | The Battle at Lake Changjin II | Chen Kaige Tsui Hark Dante Lam                                       | Xina      |
| 2023 | The Wandering Earth 2          | Frant Gwo                                                            | Xina      |

## Millor Director
| Any  | Guanyador         | Pel·lícula                 | Lloc      |
| ---- | ----------------- | -------------------------- | --------- |
| 1996 | Hou Hsiao-hsien   | Good Men, Good Women       | Taiwan    |
| 1998 | Mai Lisi, Fu Sai  | Genghis Khan               | Xina      |
| 2000 | Chen Guoxing      | Roaring Across the Horizon | Xina      |
| 2002 | Ma Liwen          | She Departs from Me        | Xina      |
| 2004 | Johnnie To        | Breaking News              | Hong Kong |
| 2006 | Peter Chan        | Perhaps Love               | Hong Kong |
| 2008 | Xu Geng           | Heart of Ice               | Xina      |
| 2010 | Haisi Chaolu      | Ripples in Faith           | Xina      |
| 2012 | Johnnie To        | Life Without Principle     | Hong Kong |
| 2014 | Peter Chan        | American Dreams in China   | Xina      |
| 2016 | Derek Yee         | I Am Somebody              | Xina      |
| 2018 | Dong Yue          | The Looming Storm          | Xina      |
| 2020 | Lina Yang Tian-yi | Spring Tide                | Xina      |
| 2021 | Yin Ruoxi         | Sister                     | Xina      |
| 2022 | Xue Xiaolu        | Embrace Again              | Xina      |
| 2023 | Rao Xiaozhi       | Home Coming                | Xina      |

## Millor Realització
| Any  | Guanyador                                                                      | Pel·lícula             | Lloc |
| ---- | ------------------------------------------------------------------------------ | ---------------------- | ---- |
| 1994 | Zhong Xiaotian                                                                 | Chongqing Negotiations | Xina |
| 1996 | Su Xiaowei                                                                     | Ying Jia               | Xina |
| 1998 | Xian Ziliang, Xiong You                                                        | Tao Yuan Zhen          | Xina |
| 2000 | Huang Dan, Tang Louyi, Ann Hu                                                  | Shadow Magic           | Xina |
| 2002 | Han Zhijun                                                                     | Mei Li De Bai Yin Na   | Xina |
| 2010 | Su Xiaowei                                                                     | Six Sisters in the War | Xina |
| 2012 | Xing Aina, He Ruirui, Zheng Xiaoyang, Yue Xiaojun, Wang Hongwei, Ruan Shisheng | Guns and Roses         | Xina |
| 2014 | Diao Yinan                                                                     | Black Coal, Thin Ice   | Xina |
| 2016 | Peng Sanyuan                                                                   | Lost and Love          | Xina |
| 2018 | Han Jianü, Zhong Wei, Wen Muye                                                 | Dying to Survive       | Xina |
| 2020 | Liu Lu, Shen Zhou                                                              | Almost a Comedy        | Xina |
| 2021 | Yu Xi, Zhao Ningyu, Huang Xin                                                  | 1921                   | Xina |
| 2022 | Zhou Chucen, Wen Muye, Han Xiaohan, Zhong Wei, Xiu Mengdi                      | Nice View              | Xina |
| 2023 | Wang Baoqiang, Qi Qi                                                           | Never Say Never        | Xina |

## Millor actriu

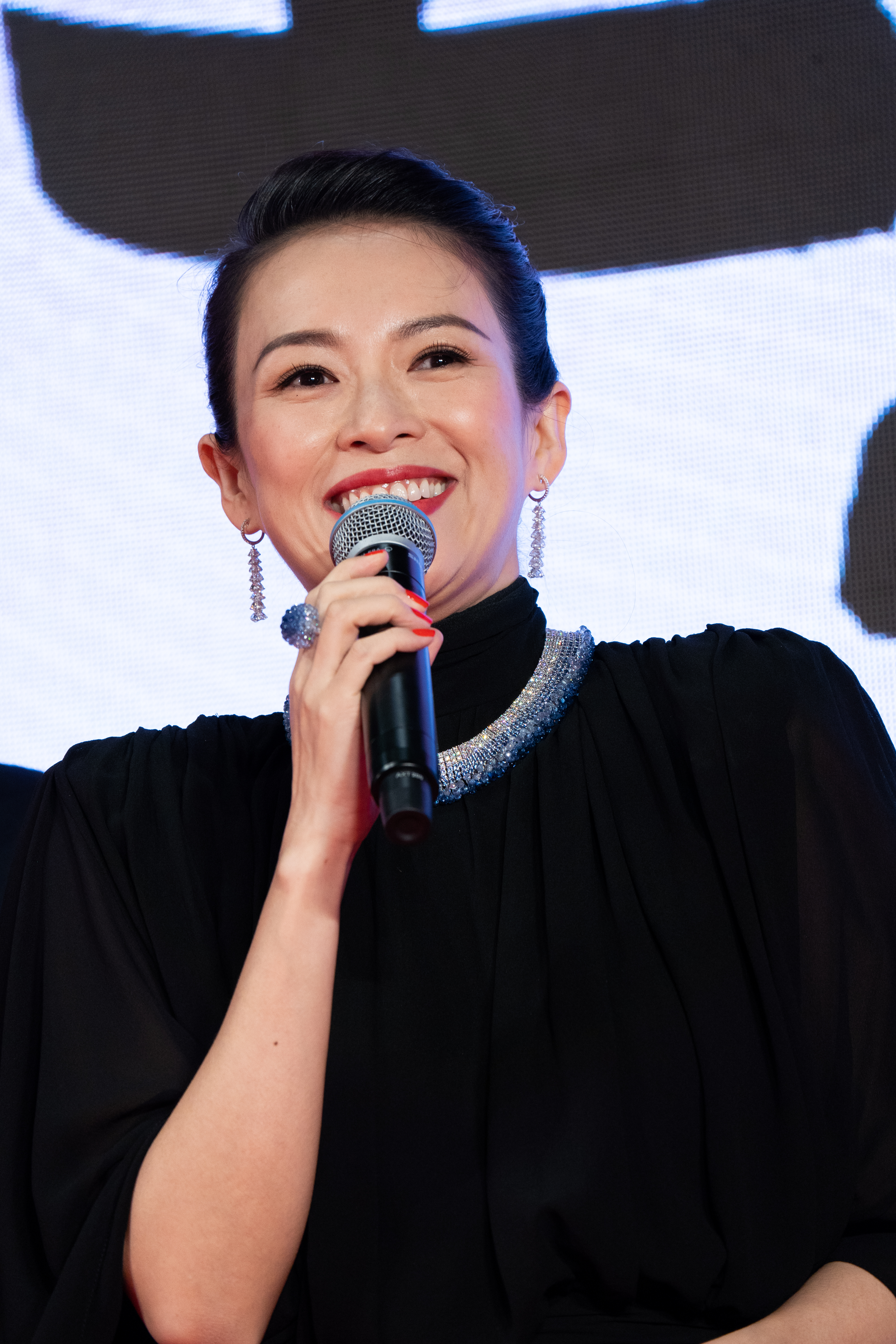
Zhang Ziyi, guanyadora del premi el 2018.

| Any  | Guanyadora   | Pel·lícula             | Lloc      |
| ---- | ------------ | ---------------------- | --------- |
| 1994 | Pan Hong     | Gu Feng                | Xina      |
| 1996 | Jacklyn Wu   | The Phantom Lover      | Taiwan    |
| 1998 | Ai Liya      | Genghis Khan           | Xina      |
| 2000 | Tang Na      | The Last Deer Hunter   | Xina      |
| 2002 | Anita Mui    | July Rhapsody          | Hong Kong |
| 2005 | Tian Hairong | Pretty Girl            | Xina      |
| 2006 | Zhao Wei     | A Time to Love         | Xina      |
| 2008 | Ma Yili      | Good Jiangbeier        | Xina      |
| 2010 | Zhao Wei     | Mulan                  | Xina      |
| 2010 | Kara Hui     | At the End of Daybreak | Hong Kong |
| 2012 | Ni Ping      | The Great Sun          | Xina      |
| 2014 | Gong Li      | Coming Home            | Xina      |
| 2016 | Bai Baihe    | Monster Hunt           | Xina      |
| 2018 | Zhang Ziyi   | The Wasted Times       | Xina      |
| 2020 | Ren Suxi     | Almost a Comedy        | Xina      |
| 2021 | Zhang Zifeng | Sister                 | Xina      |
| 2022 | Ma Li        | Too Cool to Kill       | Xina      |
| 2023 | Ni Ni        | Lost in the Stars      | Xina      |

## Millor Actor
| Any  | Guanyador      | Pel·lícula               | Lloc      |
| ---- | -------------- | ------------------------ | --------- |
| 1994 | Wang Xueqi     | Dai Gui Lu De Yao Lan    | Xina      |
| 1996 | Gao Ming       | Kong Fansen              | Xina      |
| 1998 | Ju Hao         | Re Shi Sheng Fei         | Xina      |
| 2000 | Li Youbin      | Heng Kong Chu Shi        | Xina      |
| 2002 | Hou Yong       | Sheng Zhen Chang Kong    | Xina      |
| 2004 | Leon Lai       | Leaving Me, Loving You   | Hong Kong |
| 2006 | Aaron Kwok     | Divergence               | Hong Kong |
| 2008 | Ren Chengwei   | Freez Breaking           | Xina      |
| 2010 | Nick Cheung    | Beast Stalker            | Hong Kong |
| 2010 | Wang Xueqi     | Bodyguards and Assassins | Xina      |
| 2012 | Lei Jiayin     | Guns and Roses           | Xina      |
| 2014 | Huang Xiaoming | American Dreams in China | Xina      |
| 2016 | Huang Xiaoming | Xuanzang                 | Xina      |
| 2018 | Xu Zheng       | Dying to Survive         | Xina      |
| 2020 | Hailaiti Hamu  | Fade Away Pastoral       | Xina      |
| 2021 | Liu Ye         | Island Keeper            | Xina      |
| 2022 | Zhu Yilong     | Embrace Again            | Xina      |
| 2023 | Jackson Yee    | Full River Red           | Xina      |

## Millor actriu secundària
| Any  | Guanyadora      | Pel·lícula                                       | Lloc      |
| ---- | --------------- | ------------------------------------------------ | --------- |
| 2000 | Chen Jin        | Roaring Across the Horizon                       | Xina      |
| 2002 | Huang Suying    | Gone Is the One Who Held Me Dearest in the World | Xina      |
| 2006 | Song Xiaoying   | A Time to Love                                   | Xina      |
| 2008 | Tang Jiasi      | The Ring of Rainbow Flower                       | Xina      |
| 2010 | Sandra Ng       | Echoes of the Rainbow                            | Hong Kong |
| 2012 | Chiao Chiao     | Overheard 2                                      | Hong Kong |
| 2014 | Suolang Zhuogua | Phurbu & Tenzin                                  | Xina      |
| 2016 | Wang Luodan     | The Dead End                                     | Xina      |
| 2018 | Jiang Luxia     | Operation Red Sea                                | Xina      |

## Millor actor secundari
| Any  | Guanyador              | Pel·lícula               | Lloc      |
| ---- | ---------------------- | ------------------------ | --------- |
| 2000 | Jiang Wu               | Shower                   | Xina      |
| 2002 | Anthony Wong Chau-Sang | Princess D               | Hong Kong |
| 2006 | Eric Tsang             | 2 Young                  | Hong Kong |
| 2008 | Liu Xiaofeng           | Penicillin 1944          | Xina      |
| 2010 | Sun Haiying            | Examination 1977         | Xina      |
| 2012 | Guo Tao                | Guns and Roses           | Xina      |
| 2014 | Tong Dawei             | American Dreams in China | Xina      |
| 2016 | Jing Boran             | Lost and Love            | Xina      |
| 2018 | Eric Wang              | Dying to Survive         | Xina      |